# Elmis aenea
Elmis aenea är en skalbaggsart som först beskrevs av Müller 1806.  Elmis aenea ingår i släktet Elmis, och familjen bäckbaggar. Arten är reproducerande i Sverige.